# Броненосцы типа «Кинг Эдуард VII»
Броненосцы типа «Кинг Эдуард VII» (англ. King Edward VII class battleships) — серия британских эскадренных броненосцев 1900-х годов. Предпоследняя серия британских додредноутов I ранга, броненосцы типа «Кинг Эдуард VII» явились также последними, спроектированными при участии У. Уайта, на протяжении полутора десятилетий руководившего созданием всех предыдущих британских эскадренных броненосцев. Тип «Кинг Эдуард VII» явился ответом на критику близких по конструкции предыдущих серий, как недостаточно вооружённых для своих размеров, и отличался прежде всего введением артиллерии промежуточного 234-мм калибра; это, а также ряд менее значительных изменений, привели к увеличению водоизмещения броненосцев более чем на 1000 тонн по сравнению с предшественниками. Послужили прототипами для японских броненосцев типа «Катори».

## История создания

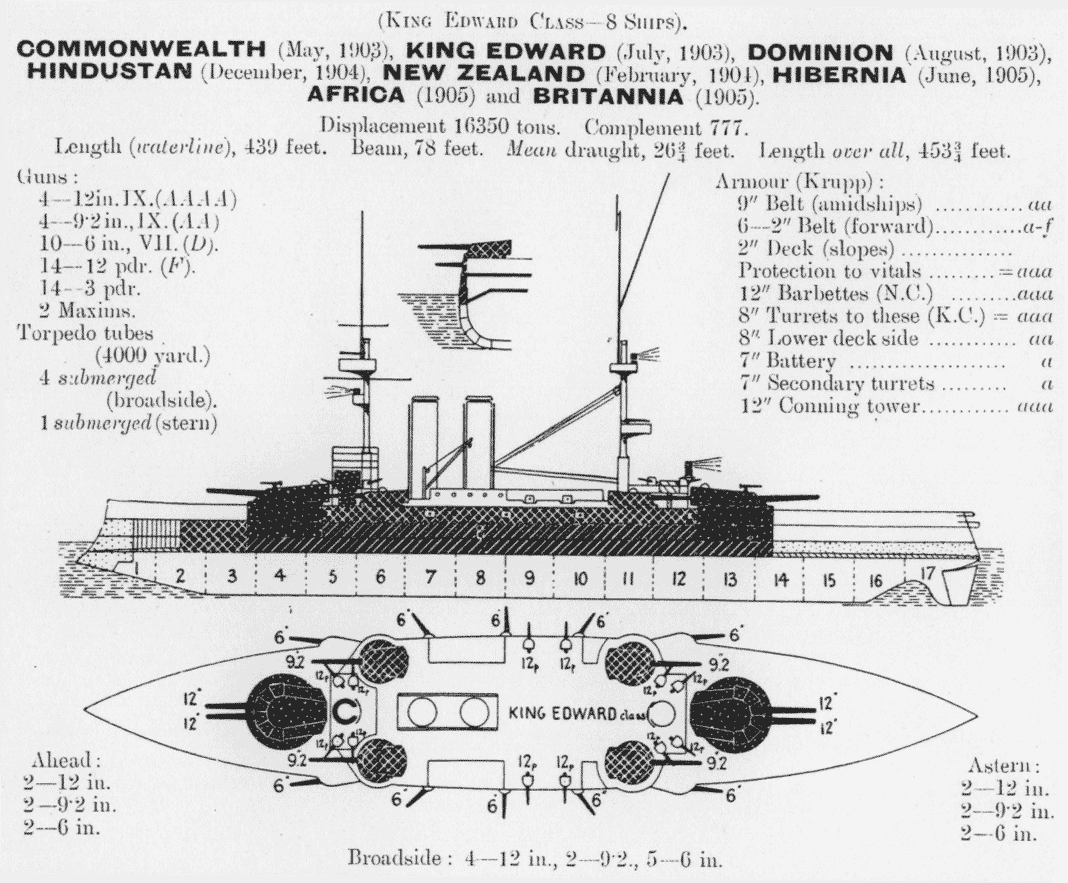
Броненосцы типа «Кинг Эдуард». Схема.

В рамках бюджетов 1901/1902 и 1902/1903 годов Адмиралтейством были заказаны пять кораблей типа «Кинг Эдуард VII». Строительство серии на этом планировалось прекратить и перейти к более совершенному типу «Лорд Нельсон», но из-за неготовности проекта последнего и быстрого продвижения работ по заказанным броненосцам, Адмиралтейство для избежания простоя верфей в рамках бюджета на 1903/1904 годы заказало ещё три корабля; всего таким образом в 1902—1907 годах было построено восемь броненосцев типа «Кинг Эдуард VII». Все восемь броненосцев были однотипны, но, прежде всего в порядке эксперимента, были оснащены различными типами паровых котлов в четырёх комбинациях. Это были последние британские корабли строившиеся с оглядкой на французскую кораблестроительную программу. В дальнейшем две крупнейшие колониальные державы договорились и у британского флота были другие противники.

## Компоновка и корпус
Гладкопалубный корабль с литым таранным форштевнем и срезанным дейдвудом.
Размерения корпуса — длина между перпендикулярами: 129,54 м, по ватерлинии: 135 м, наибольшая: 139,3 м; ширина корпуса: 23,77 м (по обшивке 24,38 м).
Осадка при нормальном водоизмещении в 15 630 т — 8 м, в полном грузу— 8,61 м.
Верхняя палуба имела небольшую седловатость; высота надводного борта в носу составляла 6,7 м, на миделе — 5 м, в корме — 5,5 м. Общая высота корпуса от киля до верхней палубы — 13,2 м. Метацентрическая высота была наибольшей среди британских броненосцев и составляла в полном грузу 1,62 м.
В бортах на главной палубе корпус не имел вырезов для 76-мм орудий: вся лёгкая артиллерия теперь устанавливалась на верхней палубе и спардеке. На мачтах не было боевых марсов — вместо них появились посты с приборами управления артиллерийским огнём.

### Вооружение
Башенные установки проектировались под новое орудие с длиной ствола в 45 калибров. Однако его создание затянулось, и корабли получили 305-миллиметровые 40-калиберные пушки Mark IX. («Эдуарды» стали последними кораблями Ройял Нэйви, получившими эти пушки — удачное по конструкции, но морально устаревшее оружие). Заряжание орудий осуществлялось при любом угле горизонтальной наводки, но при фиксированном угле возвышения ствола (4,5°). Все приводы башенных механизмов были гидравлическими. Новые башенные установки стали компактнее: внешний диаметр барбета удалось уменьшить до 10,4 м (на «Формидейбле» — 11,43 м), что дало экономию веса примерно в 300 т и позволило усилить их защиту. Максимальный угол возвышения ствола— 13,5°; высота осей орудий над водой при нормальном водоизмещении для носовой башни составляла 7,6 м, для кормовой — 6,94 м.
Скорострельность орудий составляла около 1,5 выстрела в минуту.
Артиллерия «промежуточного» калибра стояла из четырёх 234-мм орудий Мк. Х. Конструктивно 234-мм пушки имели проволочное скрепление стволов, весили вместе с затвором 28 т и имели длину ствола 46,66 калибров (10,9 м). Общая длина орудия с затвором составляла 11,24 м, длина нарезной части — 8,99 м. Боезапас — 150 выстрелов на ствол. Оно могло выпускать снаряды весом 172,4 кг с начальной скоростью 805 м/с. Теоретическая скорострельность составляла 4 выстрела в минуту.
Десять 152-мм орудий модели Мк-VII имели длину ствола в 44,9 калибров, они стреляли снарядами весом 45,4 кг с начальной скоростью 773 м/с. Вес орудия с затвором составлял 7,4 т, общая длина равнялась 7,09 м, длина нарезной части — 5,93 м.
Противоминное вооружение из двенадцати 12-фунтовых (76-мм) пушек размещалось на надстройке и крышах башен. В ходе службы их позиции неоднократно менялись.
| Пушка   | Начальная скорость, м/с | Пробитие КЦ броневой плиты в калибр, м |
| ------- | ----------------------- | -------------------------------------- |
| 12"/45  | 831                     | 6900                                   |
| 12"/40  | 796                     | 4400                                   |
| 9,2"/45 | 839                     | 4150                                   |

Всего вооружение весило 2575 дл. т, включая столы установок и подвижную защиту орудий.

### Бронирование
Броня толщиной более 64 мм была крупповской, более тонкая же гомогенной стале-никелевой.
Схема бронирования в была похожа применённую на «Лондоне».
Главный броневой пояс толщиной 229 мм имел длину 79 м. При нормальном водоизмещении броневые плиты возвышались над ватерлинией на 0,66 м и уходили под воду на 1,68 м. В носовой части толщина пояса постепенно уменьшалась: на протяжении 4,8 м она составляла 178 мм, затем — 127 мм, после — 102 мм и затем до форштевня — 76 мм. В корму от траверзной переборки шли 51-мм броневые плиты, установленные на рубашку из двух слоев 12,7-мм судостроительной стали; таким образом, общая толщина пояса здесь достигла 76 мм.
За пределами цитадели карапасная палуба в корме имела толщину 63 мм.
Верхний пояс имел толщину 203 мм. В носовой части толщина броневых плит обоих поясов была одинаковой.
Броневой траверз примыкал к барбету кормовой башни под углом; толщина его на уровне главного пояса равнялась 254 мм, выше — 203 мм. Носового траверза не было.
Установки главного калибра: барбеты 305—152-мм (выше бортового бронирования барбеты защищались плитами в 305 мм и плитами в 152—203 мм за поясом), башни 305—203.
9,2" установки защищались бронёй в 229 мм и имели 102-мм барбеты, которые несколько выступали за обвод борта, образуя спонсон, бронированный 229-мм плитами.
Основное отличие схемы бронирования «Кинга Эдуарда VII» от всех его предшественников— защита 152-мм артиллерии, такая же как и на броненосце «Микаса»: единая бронированная батарея — верхняя цитадель — толщина брони цитадели составляла 178-мм.
Никакой конструктивной броневой подводной защиты корабли типа «Кинг Эдуард VII» не имели.

### Силовая установка
На кораблях серии были установлены четырёхцилиндровые паровые машины тройного расширения. Первоначально все корабли должны иметь только водотрубные котлы Бельвиля, но по рекомендации Специального комитета броненосцы были использованы для сравнения новых типов котлов. Для тестирования были выбраны три типа использовавшиеся на флоте: британский Бэбкок и Ярроу, французский Niclausse, и немецкий Дюрр. По этому корабли несли различное количество котлов разных типов:
«Кинг Эдуард VII» 10 Babcock & Wilcox + 6 цилиндрических,
«Доминион» 16 Babcock & Wilcox,
«Коммонуэл» 16 Babcock & Wilcox,

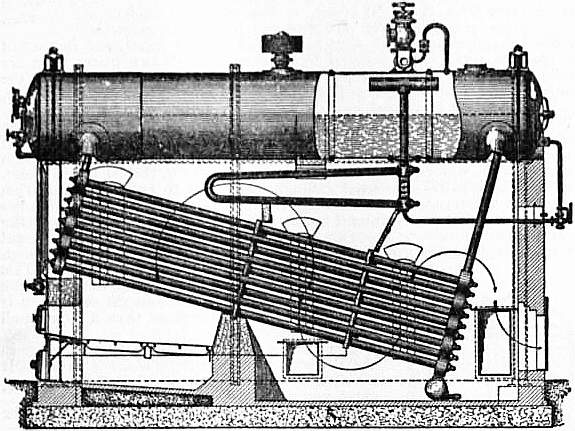
схема котла Babcock & Wilcox

«Хиндустан» 12 Babcock & Wilcox + 3 цилиндрических локомотивных,
«Нью Зиленд» 18(12) «Никлосс» + 3 цилиндрических,
«Африка», «Британия», «Хайберния»: 12 Babcock & Wilcox + 3 цилиндрических.
Котлы французских изобретателей братьев Никлосс и английской фирмы «Бэбкок энд Уилкокс» были очень похожими: они имели наклонно расположенные трубки и верхний коллектор, но отличались числом топок (две у системы Никлосса и три у «Бэбкок энд Уилкокс»).
Опыт эксплуатации (не только броненосцев) показал, что котлы Niclausse, как правило, уступают типу Belleville, в то время как Бэбкок, Ярроу и Дюрра были вполне удовлетворительными.
На ходовых испытаниях все корабли, кроме «Хайбернии», развили проектную мощность (18 000 л. с.) и достигли контрактной скорости (18,5 узла). Особых претензий к установленным на «Нью Зиленде» котлам Никлосса у англичан не было. Если в России и США их эксплуатация вызывала массу нареканий, то в Британском флоте, из-за более высокой квалификации обслуживающего персонала — они показали себя вполне работоспособными, хотя и уступали по некоторым параметрам котлам «Бэбкок энд Уилкокс».

## Служба
Первые годы броненосцы типа «Кинг Эдуард VII» входили в состав Атлантического флота, затем — в составе Флота Канала и в предшествовавшие Первой мировой войне годы — во Флоте метрополии. В 1912—1913 годах корабли также применялись в блокаде побережья Черногории в ходе Балканских войн. В годы Первой мировой войны броненосцы типа «Кинг Эдуард VII» первоначально в составе Гранд-Флита действовали на Северном и эпизодически — на Средиземном море, а с 1916 года — применялись для задач береговой обороны и патрульно-конвойной службы; два корабля в ходе войны были потеряны. К концу войны большинство оставшихся броненосцев этого типа были выведены в резерв и с её окончанием пущены на слом в 1920—1921 годах.

## Представители
| Название                                               | Верфь                 | Закладка        | Спуск на воду   | Вступление в строй | Судьба                                                   |
| ------------------------------------------------------ | --------------------- | --------------- | --------------- | ------------------ | -------------------------------------------------------- |
| «Кинг Эдуард VII» King Edward VII                      | Devonport Dockyard    | 8 марта 1902    | 23 июля 1903    | февраль 1905       | подорвался на мине 6 января 1916                         |
| «Доминион» Dominion                                    | Vickers, Barrow       | 23 мая 1902     | 25 августа 1903 | июль 1905          | продан на слом в 1921                                    |
| «Коммонуэл» Commonwealth                               | Fairfield, Glasgow    | 17 июня 1902    | 13 мая 1903     | март 1905          | продан на слом в 1921                                    |
| «Хиндустан» Hindustan                                  | John Brown, Clydebank | 25 октября 1902 | 19 декабря 1903 | июль 1905          | продан на слом в 1921                                    |
| «Нью Зиленд» New Zealand с 1911 — «Зеландия» Zealandia | Portsmouth Dockyard   | 9 февраля 1903  | 4 февраля 1904  | июнь 1905          | продан на слом в 1921                                    |
| «Африка» Africa                                        | Chatham Dockyard      | 17 января 1904  | 20 мая 1905     | ноябрь 1906        | продан на слом в 1920                                    |
| «Британния» Britannia                                  | Portsmouth Dockyard   | 4 февраля 1904  | 10 декабря 1904 | сентябрь 1906      | потоплен подлодкой UB-50 у мыса Трафальгар 9 ноября 1918 |
| «Хайберния» Hibernia                                   | Devonport Dockyard    | 6 января 1904   | 17 июня 1905    | январь 1907        | продан на слом в 1921                                    |

## Оценка проекта
Броненосцы серии «Кинг Эдуард VII» представляли собой эволюционное развитие «британского» типа эскадренного броненосца, впервые сформулированного в типе «Маджестик» и повторенного затем в кораблях типов «Канопус», «Формидейбл» и «Дункан».
На этой серии броненосцев, британцы попытались следовать общемировой тенденции на усиление вспомогательной артиллерии броненосцев. Дистанции морского боя существенно возросли, и в новых условиях прежние скорострельные 120-152-миллиметровые орудия уже рассматривались как недостаточно эффективные. Кроме того, прогресс в области изготовления брони позволял защитить большую площадь броней меньшей толщины при сохранении адекватного уровня защиты. Для эффективного поражения кораблей противника теперь требовались «промежуточные» орудия калибром не менее 180—240 миллиметров.
Броненосцы были построены очень быстро и в течение полутора лет — до вступления в строй «Дредноута» — могли по праву претендовать на звание сильнейших капитальных кораблей в мире.
| Год закладки                    | 1902                                                            | 1899                                           | 1901                                            |
| Год ввода в строй               | 1905                                                            | 1903                                           | 1906                                            |
| Водоизмещение нормальное, т     | 15 800                                                          | 13 716                                         | 14 605                                          |
| Полное, т                       | 16 650                                                          | 15 240                                         |                                                 |
| Мощность ПМ, л. с.              | 18 000                                                          | 18 000                                         | 18 000                                          |
| Максимальная скорость, узл      | 18,5                                                            | 19                                             | 19                                              |
| Дальность, миль (на ходу, узл.) | 5270 (10)                                                       | 7000 (10)                                      | 7000(10)                                        |
| Бронирование, мм                |                                                                 |                                                |                                                 |
| Тип                             | КС                                                              | КС                                             | КС                                              |
| Пояс                            | 229                                                             | 178                                            | 280                                             |
| Палуба(скосы)                   | 25(51)                                                          | 25(25)                                         | 53(70)                                          |
| Башни                           | 305                                                             | 254                                            | 320                                             |
| Барбеты                         | 305                                                             | 280                                            | 255                                             |
| Рубка                           | 305                                                             | 305                                            | 330                                             |
| Вооружение                      | 2×2×305-мм/40 4×1×234-мм/47 10×1×152-мм/45 12×1×76,2-мм/40 4 ТА | 2×2×305/40 12×1×152-мм/45 10×1×76,2-мм/40 4 ТА | 2×2×305-мм/40 18×1×164-мм/45 25×1×47-мм/45 2 ТА |

В целом, по совокупности характеристик, броненосцы этого типа были хорошо сбалансированными кораблями, с адекватной броневой защитой, хорошей скоростью и отличной мореходностью, вполне сравнимыми с любыми аналогами. Их единственным недостатком, как упоминалось выше, была недостаточно рациональная артиллерия промежуточного калибра.

## Комментарии
1. ↑  Для британских и американских кораблей в источниках водоизмещение даётся в длинных тоннах, поэтому оно пересчитано в метрические тонны